# Becksonapparaat

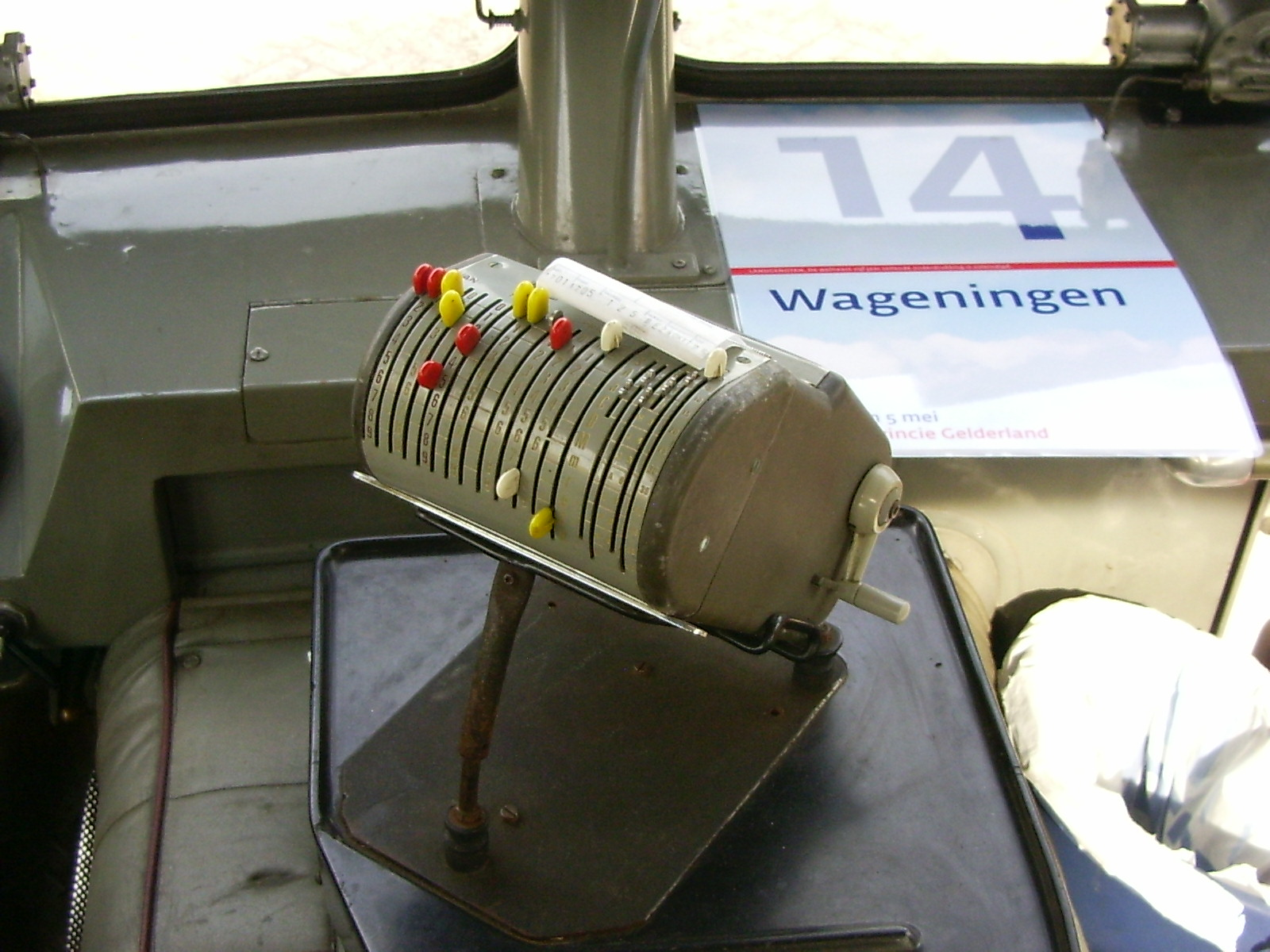
Becksonplaatskaartenapparaat

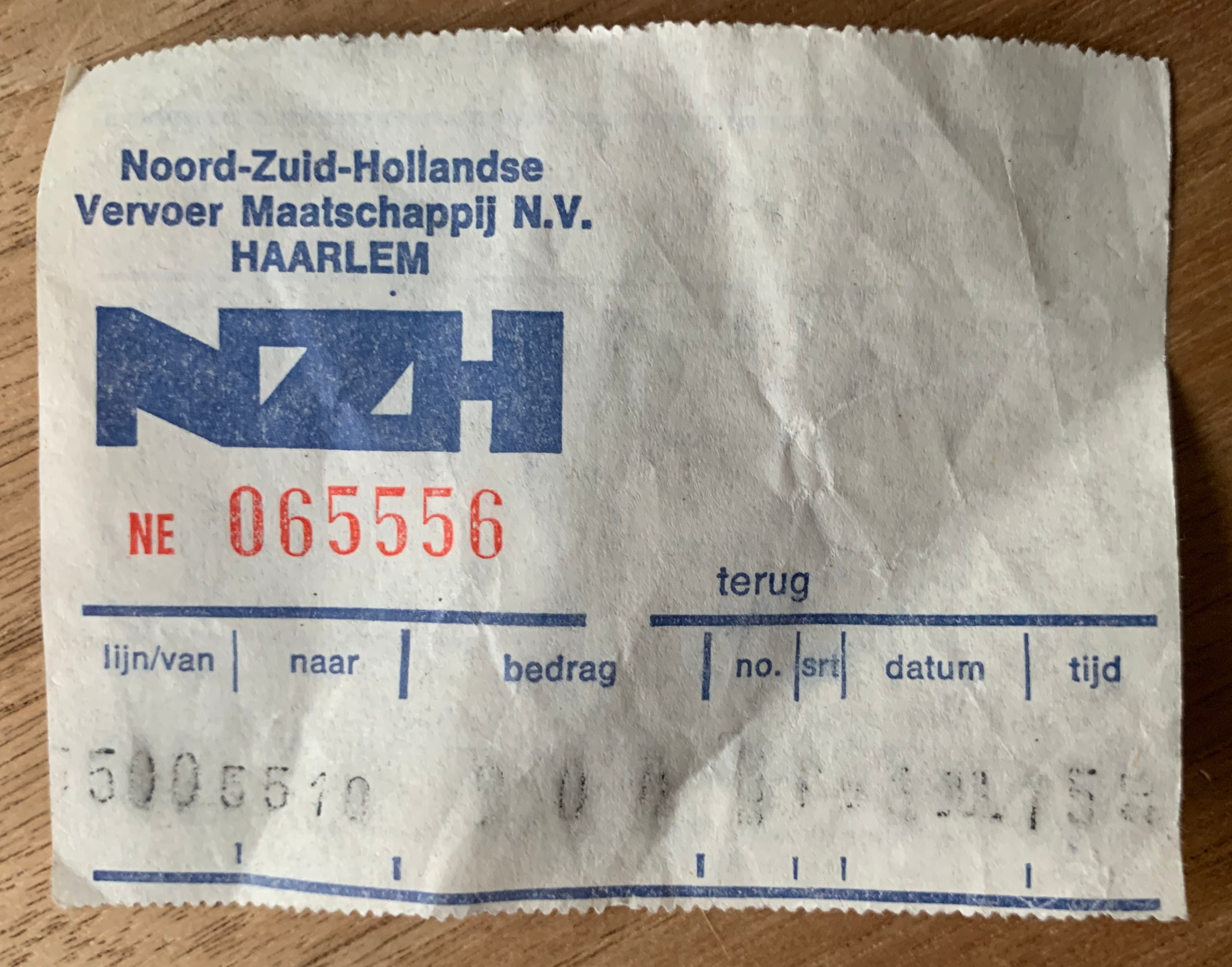
Plaatsbewijs na opdruk

Een Becksonapparaat was in het Nederlands openbaar vervoer een fijnmechanisch apparaat, waarmee een streekbuschauffeur elk gewenst vervoerbewijs kon verkopen, zonder dat hij een groot assortiment kaartjes bij zich hoefde te hebben. Door de nationale invoering van de strippenkaart kwam op 1 oktober 1980 een einde aan het gebruik van het apparaat behalve vooralsnog bij de NS-busdienst en de K.L.M.-bussen.

## Achtergrond
Het Becksonapparaat is genoemd naar Beckson, handelsnaam van Fijnmechanische Industrie Becker's Sons N.V., een fabriek in Brummen die vooral bekend was om zijn weegschalen en rijwielnaven. Beckson ontwikkelde het apparaat in de vroege jaren vijftig in samenwerking met deskundigen uit het streekvervoer: directeur Bienemann, uitvinder en technicus C.P.N. de Blieck en chef J.H.L. van Aartrijk van NS-dochteronderneming WSM. Toen de laatstgenoemde was overgestapt naar het particuliere busbedrijf Maarse & Kroon introduceerde hij de Beckson ook daar.
De achtergrond van de komst van plaatskaartenapparaten was het feit dat buschauffeurs en -conducteurs tot dan toe een groot assortiment kaartjes bij zich moesten hebben om in alle kaartsoorten en bestemmingen te kunnen voorzien. De aanstreep- en doorknipbiljetten moesten met kniptang, anilinepotlood en/of stempels worden bewerkt. Vooral toen in de jaren vijftig en zestig steeds meer werd overgegaan op eenmansbediening op de bus, werd gezocht naar een minder tijdrovende afhandeling van de ritprijsinning en naar efficiëntere mogelijkheden voor administratieve opslag en controle.

## Beschrijving
De Beckson was verreweg het meest gebruikte apparaat. Hij werd meestal in een standaard schuin op de betaaltafel geplaatst. Hij bevatte een rol met 500 blanco kaartjes. Op de voorkant daarvan stond alleen het bedrijfslogo en (bij sommige vervoerders) een vakjespatroon. Op de achterkant waren vaak de vervoersvoorwaarden afgedrukt. Op een soort kasregister stelde de chauffeur via schuifjes codes in voor sectie of zonenummer van vertrekpunt en bestemming, soort kaart, en datum. Na een draai aan de slinger werd het gewenste kaartje afgedrukt en na nog een draai kwam het tevoorschijn en kon het worden afgescheurd. De ingestelde gegevens waren afgedrukt onderaan de voorkant van het kaartje. Aanvankelijk door het gebruik van een inktlint waarbij de regel ter controle ook op een transparante rol werd afgedrukt. Vanaf 1975 werd het inktlint door een carbonrol vervangen, die 9000 afdrukken kon registreren voor de administratie van het vervoerbedrijf. De afdruk op het kaartje was dus het carbon van de carbonrol. Zo kon de carbonrol op een lichtbak gelezen worden door de vervoersmaatschappijen. Vanaf medio 1975 was de Beckson ook ingericht voor het gebruik van insteekkaarten, zoals onder andere dagkaarten, meerrittenkaarten en maandkaarten.
Dagkaarten en abonnementen, die vaker getoond zouden moeten worden dan een enkeltje of een retourtje, werden soms in een beschermend plastic hoesje gedaan, voordat ze aan de passagier werden uitgereikt. Bij kaartsoorten die geldig waren voor meer ritten, kon het verbruik worden bijgehouden met behulp van de opgedrukte vakjes. Daarom hadden veel bedrijven ook een kniptang of stempel in gebruik.

## Gebruik
Het Becksonapparaat werd vanaf 1956 bij de bedrijven op verschillende momenten ingevoerd. De NS-dochters waren, naast Maarse & Kroon, daarmee de eerste. Een der grootste, de NBM en haar dochter BSM die talon valeur-scheurkaarten gebruikten, stapten pas in april 1969 over op de Beckson. Particuliere bedrijven, waarvan de kleinere een relatief eenvoudig kaartenassortiment hadden, waren lang niet allemaal Beckson-gebruikers. Bijvoorbeeld Van Gog werd dat pas in 1969, nadat dit bedrijf (nog onder eigen naam) onderdeel was geworden van NS-dochter Westnederland.
Behalve door streekbuschauffeurs is het apparaat ook door stadsbuschauffeurs gebruikt, onder meer op de integratielijnen in Amsterdam. Ook conducteurs van vroegere interlokale tramlijnen (de Blauwe Tram van de NZHVM) en sommige treinconducteurs hebben met het (aan een riem) volledig draagbare Becksonapparaat gewerkt.

## Andere plaatskaartenapparaten
De Beckson was niet het enige en ook niet het eerste plaatskaartenapparaat in het Nederlandse streekvervoer.
Al in 1929 experimenteerde de DAM met een kaartautomaat van onbekend fabricaat die eruitzag als een winkelkassa. "De machine maakt de kaartjes, dateert en nummert ze, geeft begin- en eindhalte aan en telt het bedrag op, dat door den chauffeur moet worden afgedragen". Het experiment leidde niet tot invoering op de bussen. Tot aan de overname door de GADO in 1970 heeft de DAM geen plaatskaartenapparaten in gebruik gehad.
In 1951 voerde de RTM een apparaat in van het merk Ticket Issuing Machine (TIM) op haar regionale trams en bussen. In de jaren zestig verving de RTM dit door de Beckson. Vanaf 1953 gingen de BBA en de AMZ over op het Setright-apparaat. Beide apparaten hadden wel telwerken, maar geen carbonrol en konden daardoor maar ten dele gegevens opslaan. Wel een controlerol had de Bellgraphic, die gebruikt werd door LAB en ZWH. Daarbij moest met balpen via een venstertje een voorgedrukt kaartje worden ingevuld, waardoor de afhandeling relatief primitief en traag verliep.
Meer vergelijkbaar met de Beckson waren twee andere apparaten. De Kal of mini-AEG van AEG was in gebruik bij de ENHABO. De BBA (ter vervanging van de Setright), de Gelderse Tramwegen en de TET gebruikten apparaten van het fabricaat Almex uit Zweden, die in Nederland voor het eerst voorkwamen bij de ZVTM in 1955. De kaartjes uit dit apparaat waren zo groot als een kassabon: 4 bij 4 centimeter. Ook in België werd de Almex in 1955 in gebruik genomen.
Oostnet en Hermes hadden veel later een elektronisch apparaat in hun bussen. Deze Wayfarer accepteerde Chipknip en Chipper.

## Afbeeldingen

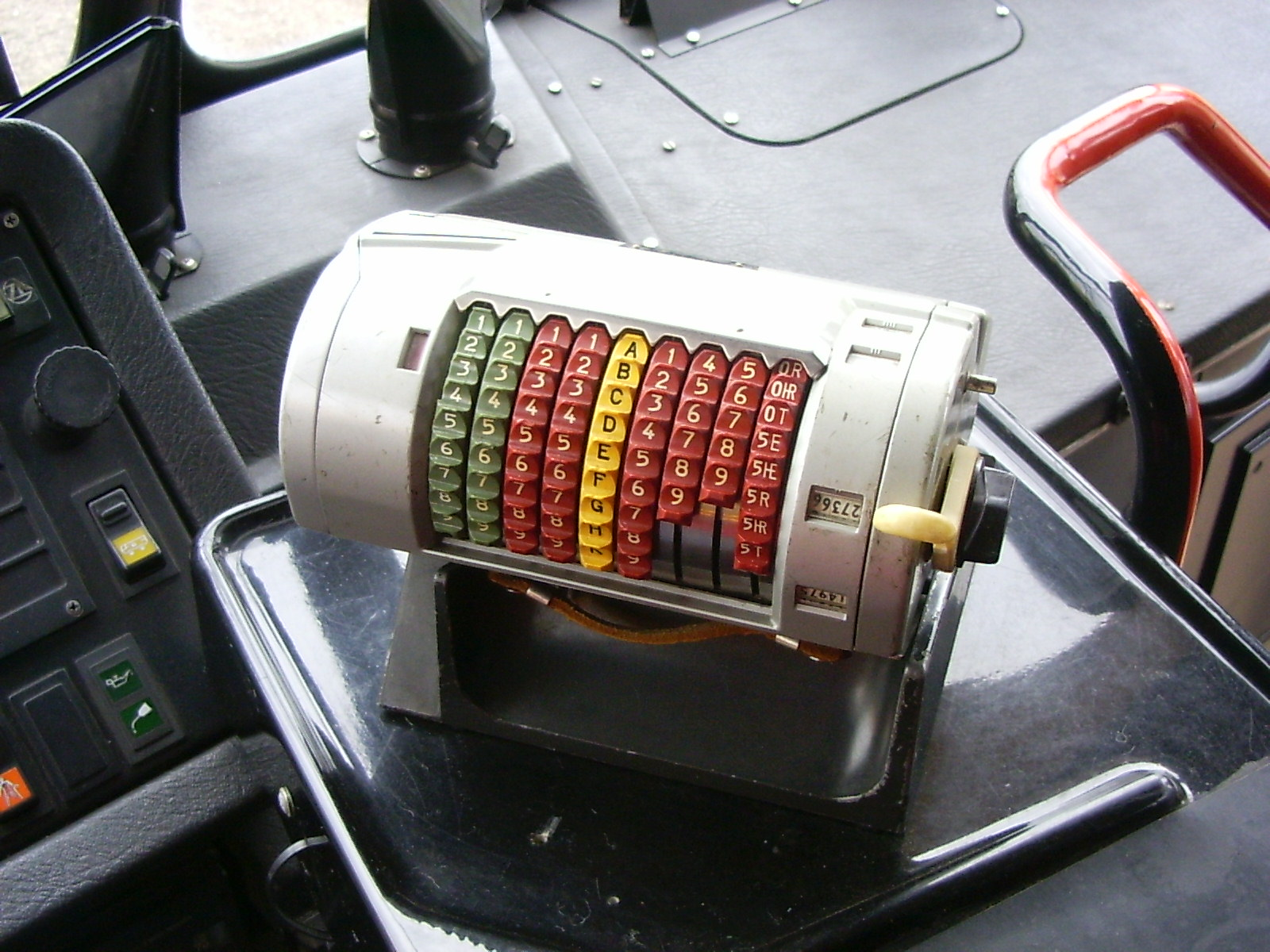
Een Almex bij de BBA
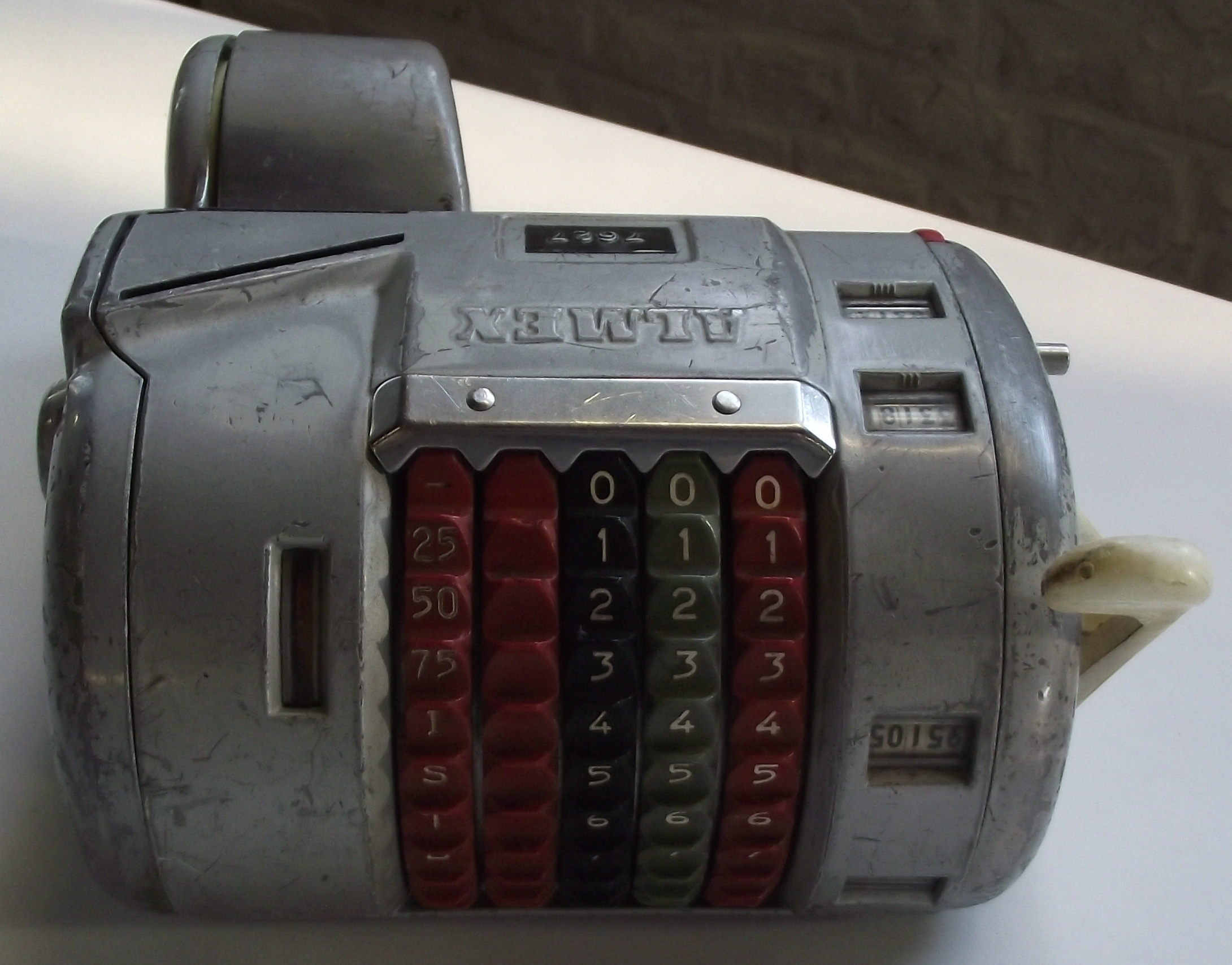
Een Almex in België
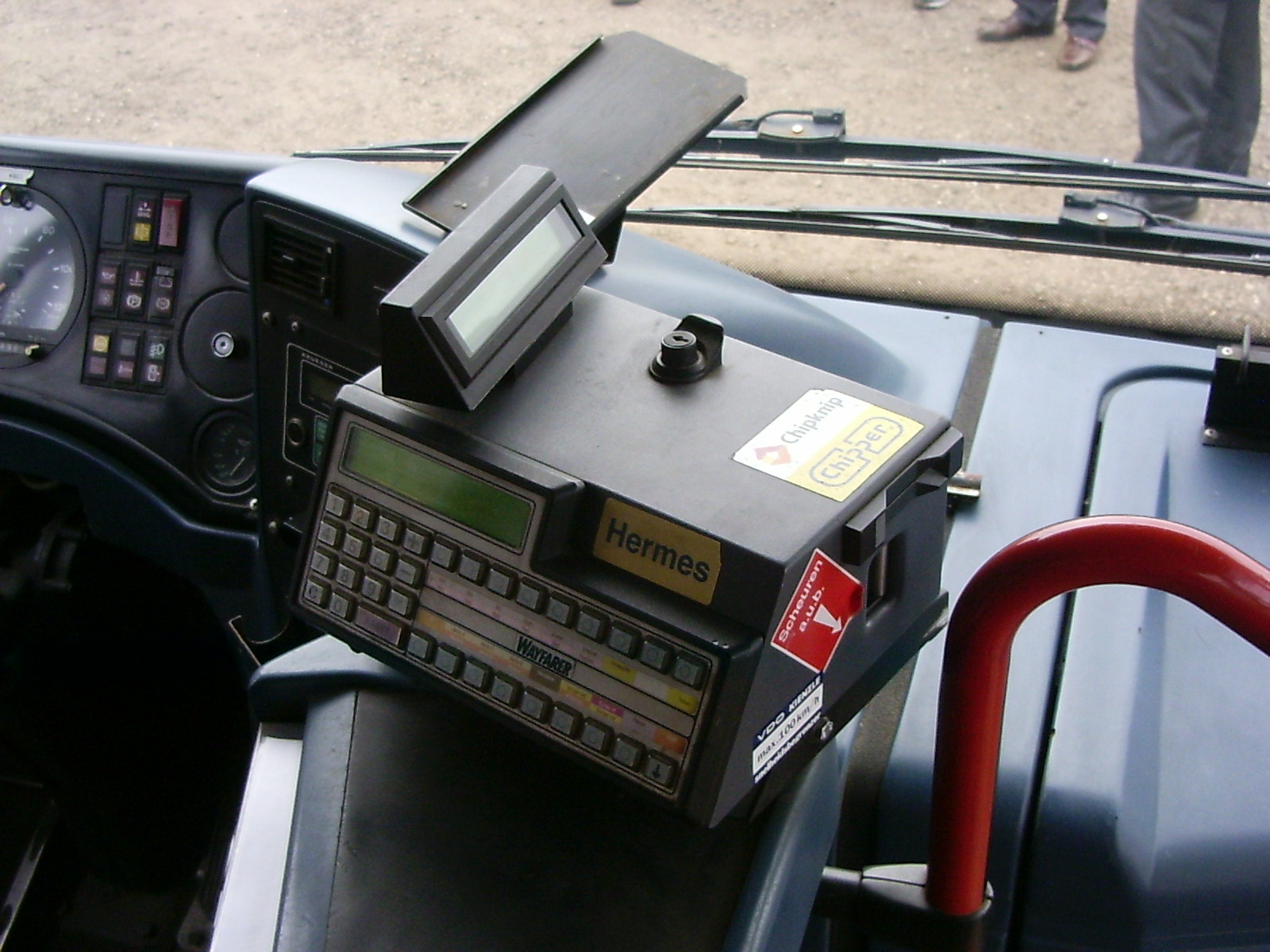
Een Wayfarer met Chipknip bij Hermes